# العلاقات الجورجية الكندية
العلاقات الجورجية الكندية هي العلاقات الثنائية التي تجمع بين جورجيا وكندا.

## مقارنة بين البلدين
هذه مقارنة عامة ومرجعية للدولتين:
| وجه المقارنة                                              | جورجيا                          | كندا                     |
| --------------------------------------------------------- | ------------------------------- | ------------------------ |
| المساحة (كم2)                                             | 69.70 ألف                       | 9.98 مليون               |
| عدد السكان (نسمة)                                         | 3.72 مليون                      | 35.70 مليون              |
| الكثافة السكانية (ن./كم²)                                 | 53.37                           | 3.58                     |
| العاصمة                                                   | تبليسي، كوتايسي                 | أوتاوا                   |
| اللغة الرسمية                                             | اللغة الجورجية، اللغة الأبخازية | لغة إنجليزية، لغة فرنسية |
| العملة                                                    | لاري جورجي                      | دولار كندي               |
| الناتج المحلي الإجمالي (بليون دولار)                      | 15.16 مليار                     | 1.65 تريليون             |
| الناتج المحلي الإجمالي (تعادل القوة الشرائية) بليون دولار | 35.68 مليار                     | 1.59 تريليون             |
| الناتج المحلي الإجمالي الاسمي للفرد دولار أمريكي          | 3.79 ألف                        | 43.25 ألف                |
| الناتج المحلي الإجمالي للفرد دولار أمريكي                 |                                 | 45.07 ألف                |
| مؤشر التنمية البشرية                                      | 0.754                           | 0.913                    |
| رمز المكالمات الدولي                                      | +995                            | +1                       |
| رمز الإنترنت                                              | .ge، .გე ‏                       | .ca                      |
| المنطقة الزمنية                                           | ت ع م+04:00                     |                          |

## منظمات دولية مشتركة
يشترك البلدان في عضوية مجموعة من المنظمات الدولية، منها:
| علم المنظمة | اسم المنظمة                    | تاريخ انضمام جورجيا | تاريخ انضمام كندا |
| ----------- | ------------------------------ | ------------------- | ----------------- |
|             | مؤسسة التنمية الدولية          | 31 أغسطس 1993       | 24 سبتمبر 1960    |
|             | اتفاقية السماوات المفتوحة      | ?                   | ?                 |
|             | منظمة الأمن والتعاون في أوروبا | 24 مارس 1992        | 25 يونيو 1973     |
|             | المنظمة الهيدروغرافية الدولية  | ?                   | ?                 |
|             | مؤسسة التمويل الدولية          | 29 يونيو 1995       | 20 يوليو 1956     |
|             | يونسكو                         | 7 أكتوبر 1992       | 4 نوفمبر 1946     |
|             | الأمم المتحدة                  | 31 يوليو 1992       | 9 نوفمبر 1945     |
|             | الاتحاد الدولي للاتصالات       | 7 يناير 1993        | 1 يوليو 1908      |
|             | البنك الدولي للإنشاء والتعمير  | 7 أغسطس 1992        | 27 ديسمبر 1945    |
|             | الاتحاد البريدي العالمي        | ?                   | ?                 |
|             | منظمة التجارة العالمية         | 14 يونيو 2000       | ?                 |
|             | الفريق المعني برصد الأرض       | ?                   | ?                 |

## أعلام
هذه قائمة لبعض الشخصيات التي تربطها علاقات بالبلدين:
- كاتي ميلوا (16 سبتمبر 1984[18][19][20] – )

## وصلات خارجية
- موقع وزارة الخارجية الجورجية
- موقع وزارة الخارجية الكندية